# Manfred Seiffert

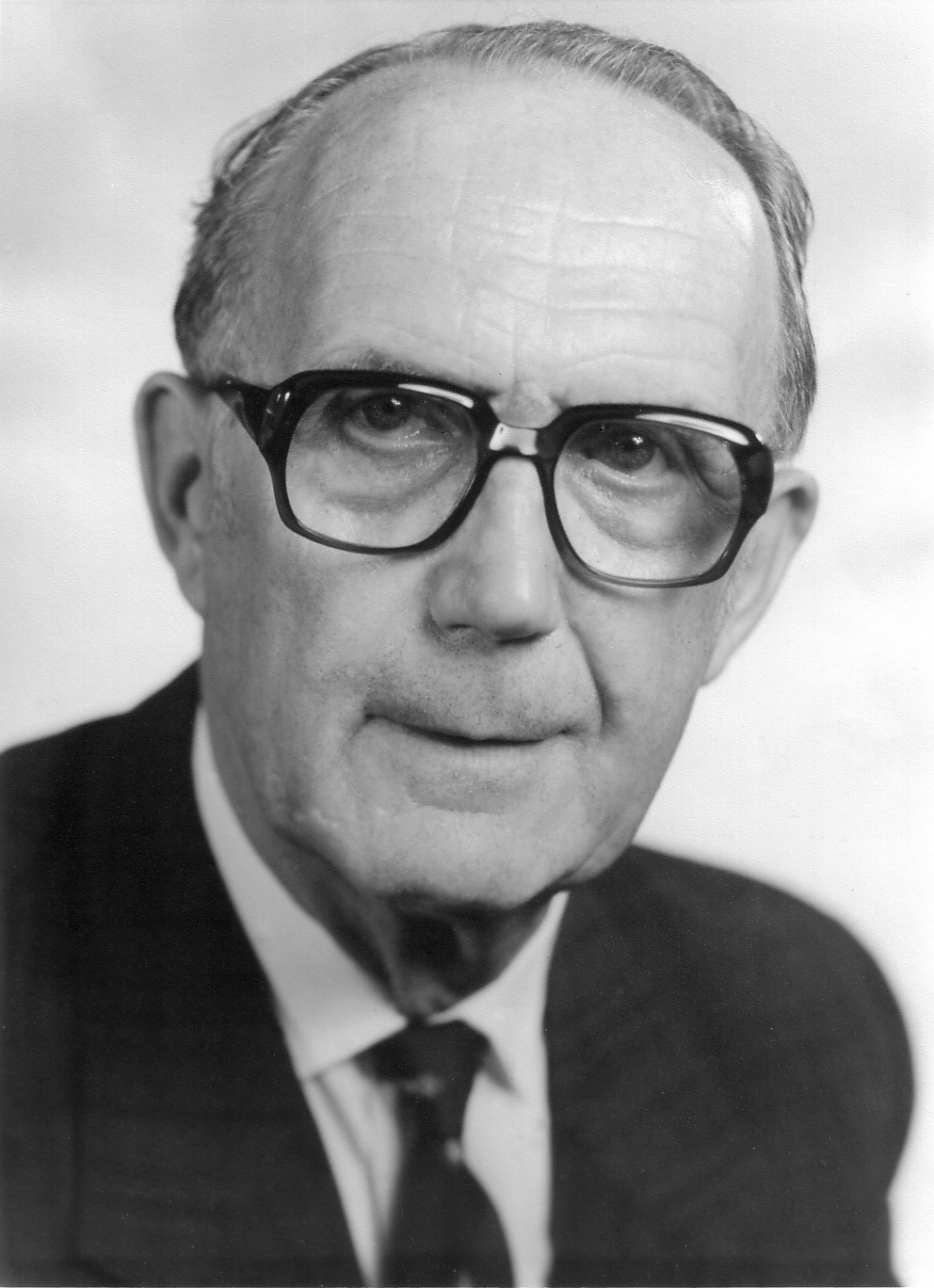
Manfred Seiffert

Manfred Seiffert (* 25. Juli 1924 in Bibra (bei Jena); † 26. November 2004 in Rostock) war ein deutscher Pflanzenbauwissenschaftler.

## Lebensweg
Seiffert entstammte einer dort alteingesessenen Bauernfamilie. Seine schulische Ausbildung in der Oberschule Pößneck musste er wegen der Einberufung zum Reichsarbeitsdienst und anschließend zur Wehrmacht 1942 vorzeitig beenden. Das Abitur holte er nach dem Krieg 1946 nach. Noch im selben Jahr schrieb sich Manfred Seiffert an der Mathematisch-Naturwissenschaftlichen Fakultät der Universität Jena zum Studium der Landwirtschaft ein, das er 1950 mit dem Diplom abschloss. Bereits ein Jahr später folgte die Promotion zum Dr. rer. nat. Nach seiner Assistenzzeit im Jenaer Institut für Acker- und Pflanzenbau übernahm er 1953 im Institut für Pflanzenzüchtung Groß Lüsewitz die Leitung der Abteilung Futterpflanzenzüchtung. Gleichzeitig wurde ihm der Lehrauftrag für das Gesamtgebiet des Acker- und Pflanzenbaus an der Landwirtschaftlichen Fakultät der Universität Rostock erteilt. Nach Abschluss der Habilitation 1956 wurde Seiffert 1957 zum Professor mit Lehrauftrag für das Fach Acker- und Pflanzenbau und zum Direktor des gleichnamigen Instituts der Universität Rostock berufen. Bis zu seiner Emeritierung 1989 hatte er diesen Lehrstuhl inne.

## Lehre und Forschung
Über 36 Jahre hat Seiffert das Lehrgebiet Pflanzenbau an der Rostocker Universität vertreten. In den ersten fünf Jahren erstreckte sich seine Lehrtätigkeit sogar auf das Gesamtgebiet des Acker- und Pflanzenbaus. Auf der Basis seiner hervorragenden Vorlesungsreihe erschien 1965 sein erstes Lehrbuch Landwirtschaftlicher Pflanzenbau für Studenten in der DDR.
Für fast zwei Jahrzehnte stellte es das anerkannte Lehrbuch für Hoch- und Fachschulen der DDR und auch ein viel benutztes Buch in der alten Bundesrepublik dar. Die Landwirtschaft der DDR war seit 1973 auch lehrmäßig auf die „Industriemäßige Produktion“ ausgerichtet. Diese Orientierung und die naturwissenschaftliche und technische Weiterentwicklung unter den Bedingungen einer stärkeren Spezialisierung und Konzentration der Agrarproduktion machten auch neue Lehrmaterialien erforderlich. Diesem Anspruch wurde sein zweites Buch Drusch- und Hackfruchtproduktion gerecht.
Neben zahllosen Diplomarbeiten gingen unter der Ägide der Professoren Seiffert und Pätzold aus dem Wissenschaftsbereich Pflanzenbau und Grünland 54 Dissertationen und 12 Habilitationen hervor.

## Herauszustellende Forschungsleistungen
- Mechanische Pflegemaßnahmen bei Winter- und Sommergetreide
- Produktion von Braugerste auf unterschiedlichen Standorten (Produktionsanalysen)
- Steigerung der Rotkleesamenerträge in der Küstenregion
- Winteranuelle Vermehrung von Kohl und Kohlrüben
- Einfluss unterschiedlicher Vorfrüchte auf den Winterrapsertrag
- Erzeugung von Qualitätsweizen auf diluvialen Böden
- Unkrautbekämpfung im Silomais
- Vergleichende Untersuchungen zum Haupt- und Zwischenfruchtanbau
- Einfluss unterschiedlicher Bodenbearbeitungs- und Pflegemaßnahmen auf den Kartoffelertrag

Über die Ergebnisse seiner Forschungsarbeit berichtete Seiffert in über 100 wissenschaftlichen und populärwissenschaftlichen Publikationen. Außerdem ist er Autor und Mitautor von 4 Lehr- und Handbüchern.

## Ehrungen und Auszeichnungen
- Mitglied in der Sektion Landwirtschaftliches Versuchs- und Untersuchungswesen der Deutschen Akademie der Landwirtschaftswissenschaften 1958 bis 1962
- Mitglied der Sektion Acker- und Pflanzenbau sowie Pflanzenschutz der Akademie der Landwirtschaftswissenschaften 1962 bis 1969
- Mitglied der Sektion Pflanzenbau der Akademie der Landwirtschaftswissenschaften 1984 bis 1989
- Vorsitzender der Agrarwissenschaftlichen Gesellschaft im Bezirk Rostock 1961 bis 1973

## Hauptwerke
- Die Acarose der Kartoffel – eine bisher unbekannte Krankheit. Dissertation, Universität Jena 1951.
- Die Bedeutung der Züchtung für die Ertragssteigerung im Kartoffelbau in den letzten fünf Jahrzehnten – ein Beitrag zur Methodik der Ermittlung des züchterischen Fortschritts. Habilitationsschrift, Universität Rostock 1956.
- Landwirtschaftlicher Pflanzenbau. VEB Deutscher Landwirtschaftsverlag, Berlin 1965.
- Norbert Makowski u. a.: Drusch- und Hackfruchtproduktion. VEB Deutscher Landwirtschaftsverlag, Berlin 1981.
- [Mitautor in:] R. Schick und M. Klinkowski: Die Kartoffel. (Handbuch). VEB Deutscher Landwirtschaftsverlag, Berlin 1961.
- [Mitautor in:] Brockhaus ABC der Landwirtschaft. 2 Bände. VEB A. Brockhaus Verlag, Leipzig 1962.